# La Cima
La Cima a fost o stație de cale ferată în districtul Morococha în Provincia Yauli din Peru.
În 1955, compania feroviară din Peru a deschis o linie de cale ferată de la La Cima (4818 m) deasupra nivelului mării, la „Volcán Mine”, ajungând, pentru o cale ferată, la un record mondial de altitudine de 4830 m. Astăzi s-a închis traficului.